# Værløse flygplats
Værløse är en tidigare militär flygplats på ön Sjælland.
i Danmark. Den ligger i Furesø Kommune i Region Hovedstaden, i den östra delen av landet. Værløse ligger 14 meter över havet.
Närmaste större samhälle är Köpenhamn, 18,5 km sydost om Værløse. Omgivningarna runt Værløse är en mosaik av jordbruksmark och naturlig växtlighet.